# پیشگیری از خودکشی

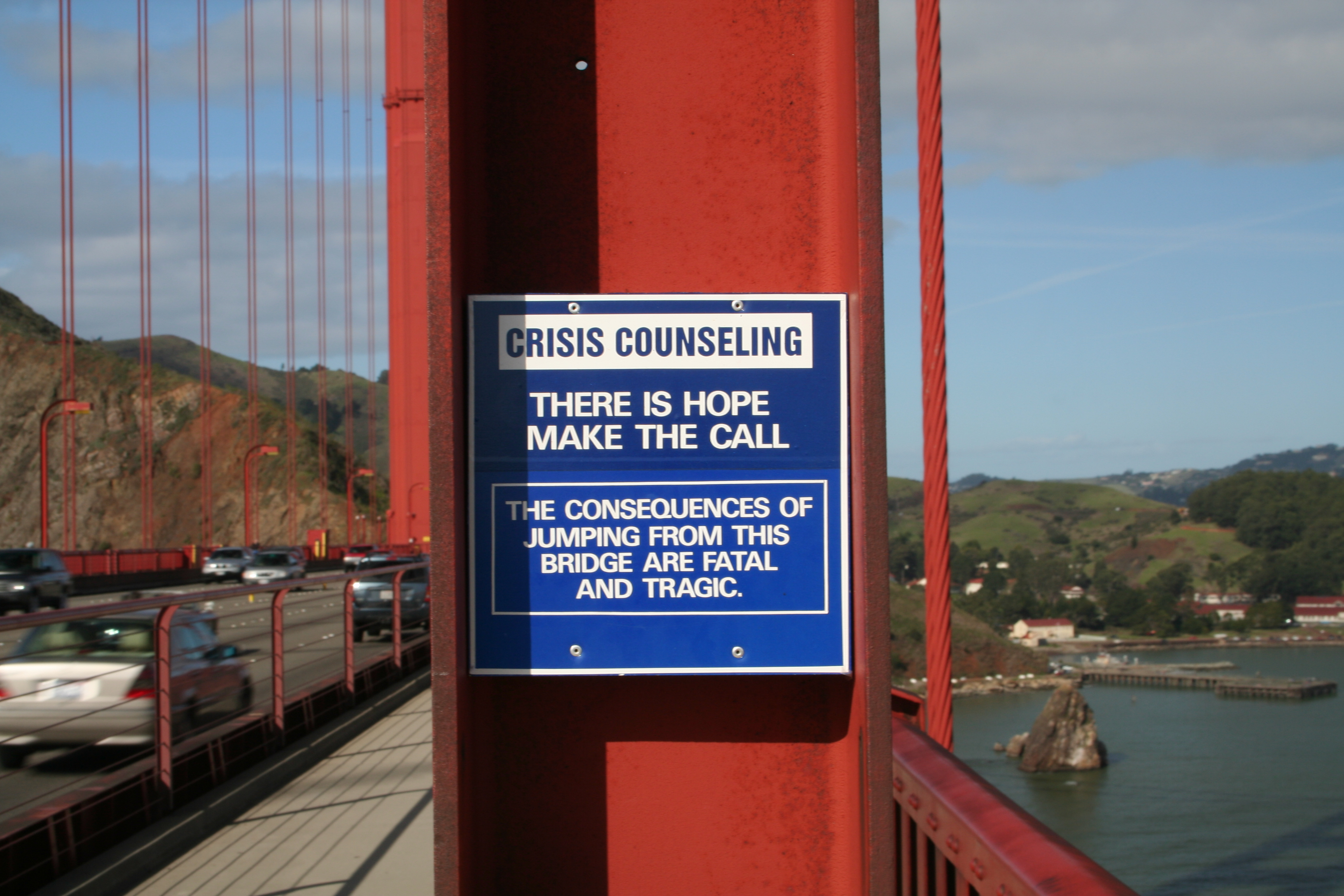
کسانی که قصد خودکشی بر روی پل گلدن گیت را دارند می‌توانند با شماره تلفن فوریتی بحران که بر روی این پل نصب شده تماس بگیرد. این کاری است در جهت پیشگیری از خودکشی.

پیشگیری از خودکشی به هر تلاشی از سوی سازمان‌ها، دولت‌ها، مراکز بهداشت روانی، اتحادیه‌ها، متخصص، شهروندان و هر شخصی برای کاهش میزان خودکشی گفته می‌شود. از جمله روش‌های نامستقیم پیشگیری از خودکشی می‌توان به این موارد اشاره نمود: الف- درمان نشانه‌های روانی و روانی-جسمی افسردگی. ب- بهبود روش‌های مقابله با بحران در افرادی که به شدت در فکر خودکشی به سر می‌برند. پ- کاهش شیوع کاراهایی که منجر به برانگیختن افکار خودکشی در فرد می‌شوند. ت- امید دادن به افراد مبنی بر اینکه پس از مشکلاتی که پشت سر گذاشته‌اند یا در حال حاضر با آن‌ها دست و پنجه نرم می‌کنند، زندگی بهتر خواهد شد. این تلاش‌ها می‌بایستی هم در زمینه روان‌شناختی و هم دارویی در کنار آگاهی‌دهی عمومی و ارتقاء سطح بهداشت روانی عمومی صورت پذیرند. در واقع می‌بایست کارهایی که باعث حفاظت فرد از خودکشی می‌شوند همچون حمایت اجتماعی و عاطفی را افزایش و کاراهایی که این خطر را برای فرد ایجاد می‌کنند همچون دسترسی به ابزار خودکشی را کاهش دهیم. خودکشی را نباید تنها یک مشکل پزشکی یا روان‌پزشکی در نظر گرفت؛ چراکه این مسئله ابعاد گوناگونی دارد.

## روش‌ها

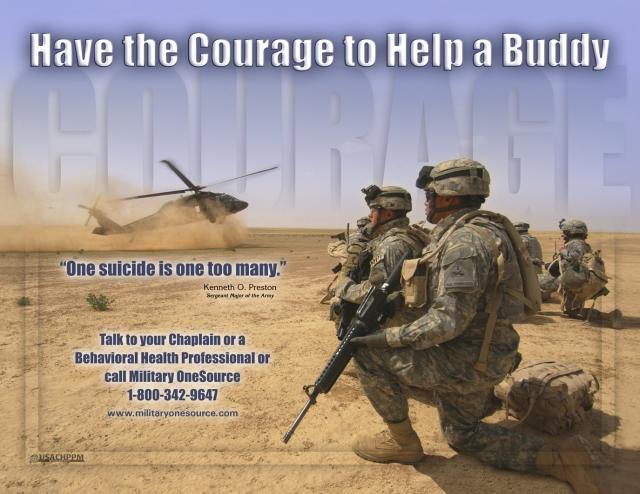
یک پستر تبلیغاتی ارتش آمریکا با مضمون پیشگیری از خودکشی. متن پرونده: این جرات را داشته باشید که به رفیقتان یاری دهید. کنث او پرستون:«مرگ یک تن، مرگ همه است.»

برای درک بهتر اینکه چرا نیاز به یک دید جامع نسبت به پیشگیری از خودکشی داریم، راهکارهای گوناگونی در دهه‌های اخیر به وجود آمده‌اند.
در سال ۲۰۰۱ بخش بهداشت و خدمات انسانی دولت آمریکا راهبردی به جهت پیشگیری از خودکشی منتشر نمود که نحوه برخورد با خودکشی و مبارزه با عوامل خطرآفرین آن در آمریکا را شامل می‌شود. در این نوشته از مردم خواسته می‌شود که به خودکشی به عنوان یک مسئله بهداشت عمومی توجه نشان دهند و به عوامل و نشانه‌های رفتاری خودکشی افراد خودکش با یک دید جمعی‌نگر آگاه شوند (برخلاف توجه صرف به اینکه فرد در گذشته چه مشکلاتی داشته که منجر به پدید آمدن افکار خودکشی در وی شده‌است). در این سند همچنین به ۱۱ راهبرد برای مبارزه با خودکشی و پیشگیری از آن اشاره شده که در زیر آورده می‌شوند:
1. افزایش آگاهی مردم نسبت به اینکه خودکشی یک مسئله مربوط به بهداشت عمومی است که قابل پیشگیری است.

1. توسعه پشتیبانی وسیع به جهت پیشگیری از خودکشی.
2. کاهش دید منفی نسبت به یاری خواستن از متخصصین بهداشت روانی، مصرف مواد مخدر و خدمات پیشگیری از خودکشی
3. توسعه برنامه‌ریزی‌های جامعه‌محور برای پیشگیری از خودکشی
4. تلاش در جهت کاهش دسترسی افراد به ابزار آسیب رساندن به خود
5. آموزش شناخت رفتار پرخطر و ارائه خدمات درمانی مناسب و جامع
6. توسعه و پیشبرد رویکرد درمان بالینی و تخصصی در کلینیک‌های بهداشت روانی
7. تسهیل دسترسی به خدمات بهداشت روانی و راحتی ارتباط بیماران روانی و معتادان به آن
8. افزایش پوشش خبری و رسانه‌ای در رابطه با مصرف نامناسب مواد، رفتار خطرآفرین خودکشی و بیماری‌های روانی
9. پیشبرد و پشتیبانی از تحقیقات مربوط به خودکشی و پیشگیری از آن
10. بهبود سامانه‌های پایشی

### روش‌های ویژه

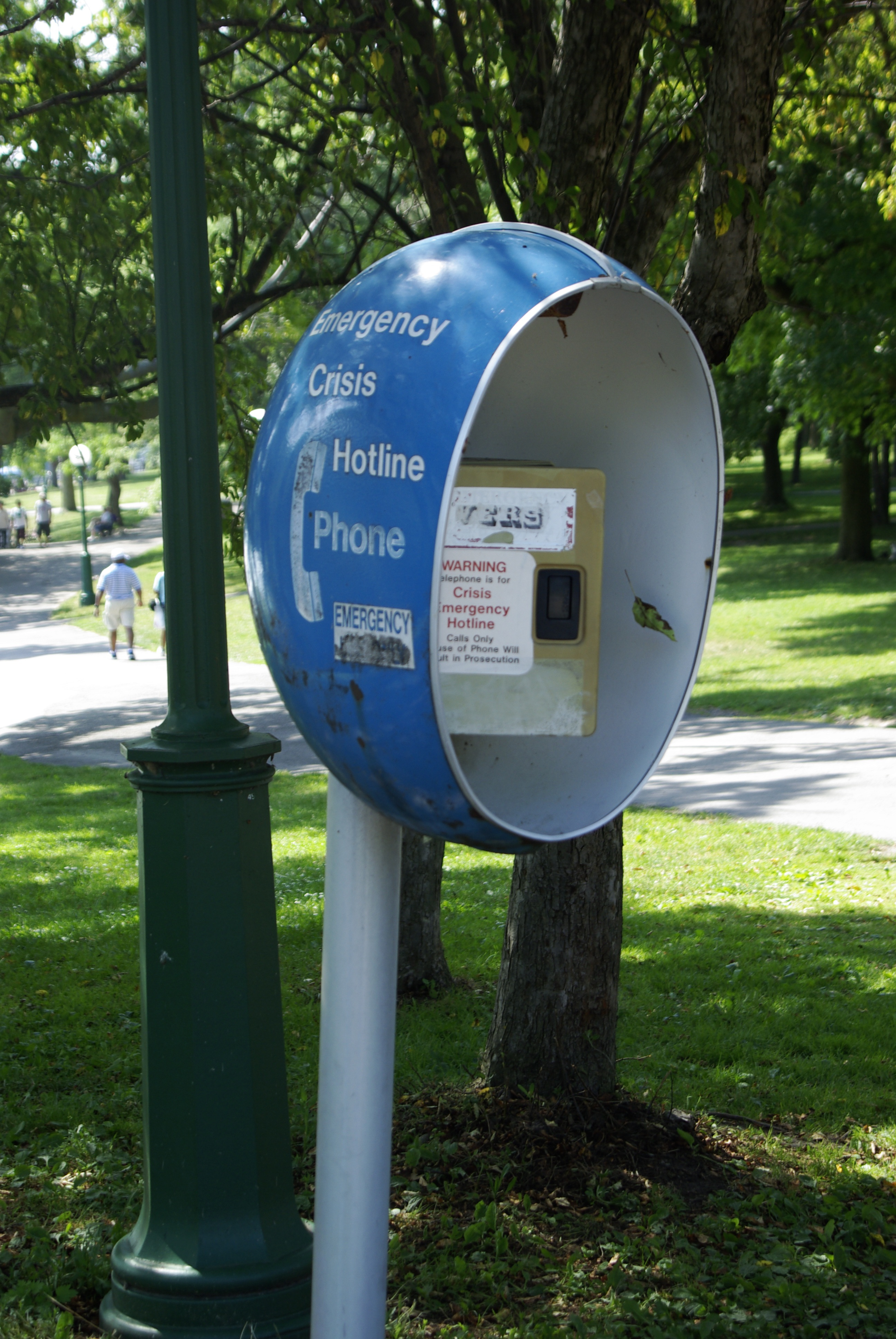
یک تلفن متصل به خدمات رایگان پیشگیری از خودکشی در پارک ایالتی آبشار نیاگارا

از دیگر راه‌کارهای ویژه پیشگیری از خودکشی می‌توان بدین موارد اشاره نمود:
- گزینش و آموزش گروه‌های داوطلب برای یاری‌رسانی و ارجاع محرمانه افراد به مراکز بهداشت روانی
- افزایش کارایی روانی از راه خوش‌بینی و ایجاد ارتباط بین فردی
- آگاهی‌دهی در رابطه با خودکشی از راه آموزش عوامل خطرآفرین، پوسترهای تبلیغاتی و دسترسی به کمک
- افزایش کارایی و دانش کارمندان خدمات به‌زیستی و به‌داشتی از جمله مشاوره رایگان خودکشی
- کاهش خشونت خانگی و مصرف نادرست مواد از جمله راه‌کارهای بلند مدت کاهش مسائل مربوط به بهداشت روانی هستند.
- کاهش دسترسی آسان به ابزار خودکشی (به‌طور مثال اسلحه)
- کاهش دوز مصرف داروهایی همچون آسپرین که بدون نسخه قابل خرید هستند
- مداخله رفتاری در تصحیح رفتار گروه‌های پرخطر
- تحقیق و پژوهش

همچنین گفته می‌شود که رسانه‌های خبری با توانایی خود در نشان دادن روی منفی خودکشی همچون دردهای مزمن و آسیب‌هایی که در صورت خودکشی ناموفق ممکن است برای فرد ایجاد شود و نیز مشکلاتی که برای اقوام فرد خودکش ایجاد می‌کند، قادرند فرد را وادار کنند تا به جای پایان دادن به زندگی خود، راه حلی برای مشکلاتش بیابد. رسانه‌ها همچنین می‌بایست با این کار از همه‌گیری خودکشی و تبدیل اعضای جامعه و مسئولان به مدافعان حق مردن جلوگیری کنند.

## مداخله
بیش‌تر روش‌های مداخله درمانی برای این به وجود آمده‌اند تا پیش از اقدام به خودکشی، عملیاتی شوند. از جمله این روش‌ها می‌توان بدین موارد اشاره کرد: گفتگوی مستقیم، پایش خطر، و کاهش دسترسی به ابزار خودکشی.

### گفتگوی مستقیم
سازمان بهداشت جهانی اظهار می‌دارد که بهترین روش برای پی بردن به اینکه فردی به خودکشی می‌اندیشد و قصد انجام آن را دارد یا نه، این است که با او به صورت مستقیم در این باره گفتگو شود و از او دربارهٔ افسردگی یا اینکه چگونه و چه زمان قصد انجام خودکشی دارد، پرسش به عمل آید. برخلاف باور عمومی، صحبت با فرد دربارهٔ خودکشی سبب نمی‌شود که ایده انجام خودکشی در ذهن فرد ایجاد شود. با این حال، پرسش‌هایی از این دست بایستی با ملاحظه و احتیاط پرسیده شوند. این راه‌کار برای این است که غم و اندوه فرد کاهش پیدا کند و فرد را به این نتیجه برساند که او برای دیگران مهم است و به او توجه می‌شود. به گفته سازمان بهداشت جهانی نمی‌بایست به فرد گفته شود که همه چیز درست می‌شود یا اینکه مشکلات فرد بیش از اندازه بزرگ‌نمایی شوند یا اینکه امید واهی به وی داده شود. برخی افراد که پیش از انجام خودکشی در این رابطه با کسی گفتگو کرده بودند، سرانجام این کار را به انجام رسانده بودند؛ بنابراین، می‌بایست زمانی با فرد گفتگو کرد که خود او تمایل داشته باشد و با این کار راحت باشد.

### پایش خطر
طبق نظر اتحادیه جراحان آمریکا پایش خطر از طریق (ارزیابی خطر خودکشی) یکی از بهترین روش‌های پیشگیری خودکشی در میان نوجوانان و جوانان است.
ابزارهای گوناگون خودگزارشی همچون آزمون اضطراب بک و آزمون ناامیدی بک هستند که آثار مثبتشان در تشخیص تمایلات خودکشی در جوانان و نوجوانان به اثبات رسیده. اما مشکل این گونه پایش در این است که نخست فرد بیمار می‌بایست حتماً انگیزه لازم برای ادامه دادن دوره روان‌درمانی را دارا باشد و اینکه بیش‌تر این افراد به‌طور عمد به پرسش‌ها پاسخ‌هایی می‌دهند که بیماری یا هر گونه اختلال روانی را در خود مخفی کنند. به زبان ساده آن‌ها تمایل راست‌گویی در رابطه با موقعیت روانی‌شان را ندارند. ضمن اینکه از آن‌جایی که این پرسش‌نامه‌ها اغلب به‌طور علمی و آماری اعتبارسنجی نشده‌اند، نمی‌توان به‌طور قطع به یقین اظهار کرد که فردی که با یکی از این پرسش‌نامه‌ها مشکوک به اندیشه‌های خودکشی شناخته شد به‌طور واقعی به دنبال انجام عمل خودکشی باشد اما نکته مثبت در این است که پرسش در رابطه با این که آیا فرد میل به انجام خودکشی دارد یا خیر، هیچگونه افزایشی در میزان تمایل فرد برای انجام این عمل را نشان نداده‌است.
۷۵٪ خودکش‌ها دست کم ۱ بار در سالی که اقدام به خودکشی نموده بودند، به پزشک مراجعه کرده بودند که از این تعداد حتی ۴۵٪ تا ۶۶٪ آن‌ها در یک ماه منتهی به خودکشی به پزشک مراجعه داشته بودند. همچنین ۳۳٪ تا ۴۱٪ خودکش‌ها در طول یک سال پیش از خودکشی شان با یک متخصص روان‌درمانی تماس گرفته بودند که از آن میان ۲۰ درصدشان در طول یک ماه منتهی به مرگشان این کار را کرده بودند. این گونه پژوهش‌ها خود نشانگر اهمیت ویژه پایش خطر خودکشی هستند. پژوهش‌ها حاکی از آنند که بیش‌تر ابزارهای سنجش خطر خودکشی به درستی ارزیابی و امتحان نشده‌اند و تمامی سه عامل مهم در خودکشی یعنی رفتار فرد، ادراک او و اثر خودکشی دیگران بر او را شامل نمی‌شوند.

### کاهش دسترسی به ابزار خودکشی
می‌توان گفت یکی از مهم‌ترین و پرفایده‌ترین راه‌های پیشگیری از خودکشی کاهش دسترسی افراد به ابزاری است که خودکشی با آن‌ها به‌طور قطع منجر به مرگ فرد خودکش می‌شود.
برای مدت‌ها پژوهشگران بر این باور بوده‌اند که چنانچه شخص افسرده از زمان تشخیص این اختلال تا درمان آن به ابزارهای خودکشی دسترسی کم‌تری داشته باشد، خطر انجام خودکشی در وی پایین آمده و در نتیجه میزان خودکشی نیز در جامعه کاهش می‌یابد. دلایل محکمی هست که ثابت می‌کند قرارگیری فرد در مکان‌های خطرآفرین همچون پل‌ها یا ساختمان‌های بلند چنانچه دارای حفاظ خودکشی باشند، خطر خودکشی نسبت به زمانی که تنها علائم مبارزه با خودکشی در این مکان‌ها باشد، کم‌تر است. یکی از مشهورترین مدل‌های تاریخی کاهش دسترسی به ابزار خطرآفرین مورد گاز زغال سنگ در کشور انگلیس است. تا دهه ۱۹۵۰ مسمومیت با این گاز از جمله پرطرف‌دارترین روش خودکشی بود. در ۱۹۵۸ گاز طبیعی بدون مونوکسید کربن در خانه‌های این کشور ارائه شد و یک دهه طول کشید تا این گاز در ۵۰٪ خانه‌های انگلیس جای گاز زغال سنگ را بگیرد. این خود یکی از کاراهای کاهش خودکشی با گاز مونوکسید کربن به حساب آمد.

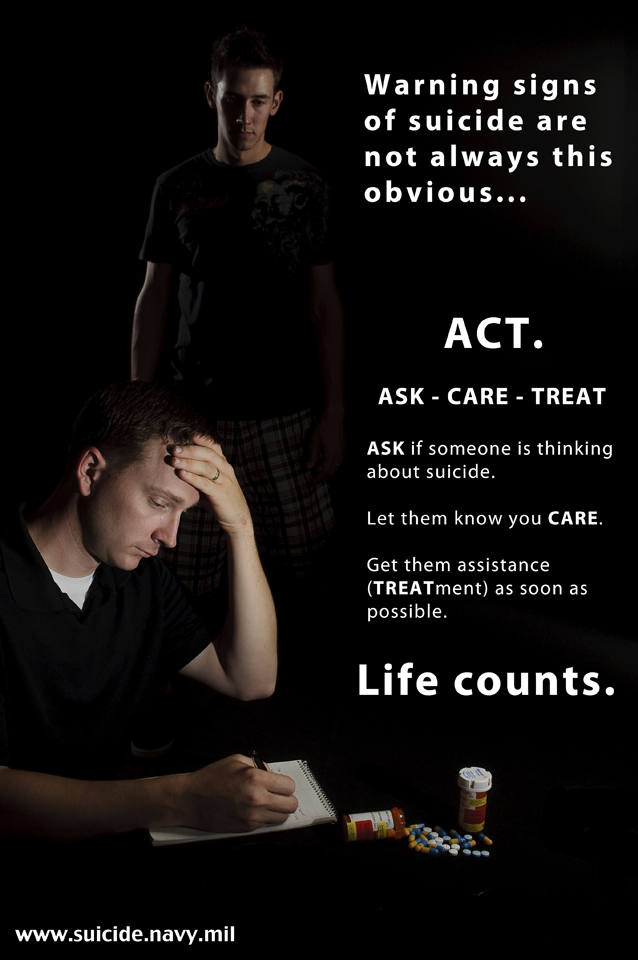
یک آگهی تبلغاتی آژانس دفاع رسانه‌ای به منظور پیشگری از خودکشی. متن تصویر به این شرح است: نشانه‌های هشداردهنده خودکشی همیشه قابل مشاهده نیستند…. پ.ت.د یعنی پرسش از فرد مبنی بر اینکه به خودکشی فکر می‌کند یا نه؟ بگذارید که او بداند که به او توجه نشان می‌دهید و هرچه سریع‌تر با درمان او را یاری دهید. زندگی اهمیت دارد.

طی پژوهش‌هایی در ایالات متحده آمریکا مشخص شد که بهره‌گیری از اسلحه گرم در این کشور با میزان خودکشی‌های موفق رابطه مستقیم دارد. میزان موفقیت خودکشی به روش بهره‌گیری از سلاح گرم ۸۵٪ است که این خود نشان می‌دهد این روش کشنده تر از دیگر روش‌هاست و احتمال مرگ فرد خودکش با این روش بسیار بیش‌تر است. بیش‌تر روش‌های خودکشی میزان موفقیتشان کم‌تر از ۵٪ است.

## درمان
روش‌های درمانی همچون دارودرمانی و گفتاردرمانی که حتی می‌شود از راه تلفن انجام گیرد، برای پیشگیری از خودکشی پدید آمده‌اند. بر پایه پژوهش‌های تصادفی و کنترل شده از جمله نتایج این گونه روش‌ها می‌توان به کاهش افسردگی و میزان تفکر خودکشی نام برد که در واقع از نظر اهمیت جزء دسته دوم محسوب می‌شوند. چراکه مهم‌ترین مسئله که همانا خودکشی است تنها با بهره‌گیری از داروی لیتیوم به میزان قابل توجهی کاهش یافته‌است. از آن‌جایی که خودکشی یک واقعه نادر است، چه در گروه کنترل و چه در گروه آزمایشی موارد بسیار اندک اگر نگوییم هیچ موردی از آن وجود دارد. از همین رو نمی‌توان به آسانی پی برد که این روش‌ها تا چه میزان مؤثرند.
با یک تخمین محافظه‌کارانه می‌توان گفت که ۱۰٪ افراد با اختلال روانی ممکن است نشانه‌هایی از اختلال داشته باشند که توسط درمانگر تشخیص داده نشده باشند و به‌طور مستقیم مربوط به خودکشی باشند یا ۵۰٪ آنان دچار نشانه‌هایی باشند که به این مسئله دامن می‌زنند. همچنین باید در نظر داشت که بهره‌گیری از داروهایی غیرقانونی و بی‌نسخه پزشک ممکن است اختلال روانی فرد را بسیار افزایش دهد. تشخیص درست و معاینات عصبی-تصوری که وجود هر گونه ردپا از افسردگی که در ۹۰٪ تا ۹۵٪ موارد خودکشی خود را نشان می‌دهد می‌تواند سبب کاهش گسترده اقدام به خودکشی یا تفکر در رابطه با آن شود.
پژوهش‌های تازه نشانگر آنند که تأثیر داروی لیتیم در پایین آوردن خطر خودکشی در افراد با اختلال دو قطبی (افسردگی-شیدایی) به تقریب به سان اشخاص معمولی است. این دارو همچنین تأثیر خود را در پایین آوردن خطر خودکشی در اشخاص تک قطبی (یعنی کسانی که تنها افسردگی و نه شیدایی دارند) به خوبی نشان داده‌است.
روش‌های گوناگون گفتار درمانی همچون رفتاردرمانی دیالکتیک وجود دارد که از نظر علم روان‌شناسی فایده‌شان در کاهش تفکرات خودکشی به اثبات رسیده‌است. از این روش علاوه بر کاهش افکار خودکشی همچنین می‌توان برای کاهش خودآزاری نیز بهره برد. درمان شناختی-رفتاری برای کاهش خودکشی نیز برای افرادی که به‌طور مکرر اقدام به خودکشی نموده‌اند به وجود آمده‌است.
در یک آزمایش تصادفی و کنترل شده با بهره‌گیری از یک نرم‌افزار تلفن همراه توانستند میزان افسردگی و در نتیجه تفکر خودکشی را کاهش و سطح فعالیت اجتماعی را افزایش دهند اما موفق نشدند از این راه میزان بهره‌گیری از مواد مخدر و خودآزاری را کاهش دهند.

### حرمت نفس
سازمان بهداشت جهانی می‌گوید: «در سراسر جهان خودکشی جزء ۵ عامل نخست مرگ و میر در میان نوجوانان ۱۵ تا ۱۹ سال است و این در حالی است که در بیش‌تر کشورها خودکشی نخستین یا دومین کارای مرگ و میر در میان دختران و پسران جوان است.» این سازمان توصیه می‌کند: «بیماری روانی می‌بایستی انگ‌زدایی شود» و «عزت نفس دانش‌آموزان تقویت شود» تا از «کودکان و نوجوانان در برابر بیماری روانی و وابستگی حفاظت شود» تا آن‌ها قادر شوند «با موقعیت‌های سخت و استرس‌زای زندگی رودررو شوند.» همچنین این سازمان اظهار می‌کند که «می‌بایستی در نظام آموزشی مهارت‌هایی برای پیشگیری و مقابله با خشونت در مدرسه و محیط‌های تحصیلی در نظر گرفته شود تا محیطی با میزان تحمل بالا در افراد پدید آید».

### گروه‌های پشتیبان
سازمان‌های ناسودبر بی‌شماری برای یاری‌رسانی بودوباش دارند که از میان آن‌ها می‌توان به بنیاد آمریکایی پیشگیری از خودکشی در کشور ایالات متحده آمریکا اشاره نمود. این سازمان یک شماره تلفن فوریتی بحران به منظور پیشگیری از خودکشی راه‌اندازی نموده و از کمپین‌های جمع‌سپاری بهره برده‌است. به علاوه گروه‌هایی همچون تو رایت لاو آن هر آرمز (To Write Love on Her Arms) به وجود آمده‌اند که از رسانه‌های اجتماعی برای آگاهی‌دهی بیشتر در این زمینه بهره می‌برند.

## فهرست بهترین کارها
فهرست بهترین کارها شامل بهترین روش‌های مقابله با خودکشی است که توسط مجمع آمریکایی پیشگیری از خودکشی ایجاد شده‌است. این فهرست به چندین بخش تقسیم شده‌است. از جمله بخش نخست با عنوان برنامه‌های مبتنی بر دلایل علمی، یعنی برنامه‌های پیشگیرانه‌ای که با مستندات علمی اثبات شده‌اند یا بخش سوم که به برنامه‌هایی اشاره دارد که هنوز دلایل علمی مفید بودنشان ارائه نشده باشد.